# Gestão estratégica de empresas
Gestão estratégica de empresas (em inglês: Strategic enterprise management — abreviado SEM) são técnicas de gestão, avaliação e, o conjunto de ferramentas respectivas (como programas de computador) concebidas para ajudar empresas na tomada de decisões estratégicas de alto nível. Sendo fundamental que o gestor apresente dinamismo, pro-atividade, ter liderança para organizar uma equipe com missão, visão, valores com conhecimento cientifico para facilitar o objetivo; em outras palavras ter competência para se enquadrar as exigências.
A estratégia é relacionado a criatividade de organização, sabendo usar recursos que lhe foi apresentado, desde de matéria prima a mão de obra, destacando com bom uso e resultado satisfatório com baixo custo.
A administração foi primeiramente estudada profundamente por Frederick Taylor, autor da obra "Princípios de Administração Científica" (1911) e Jules Henri Fayol, escritor de "administração industrial e geral" (1916), sendo ao longo dos anos muito aprofundada por diversos outros idealizadores, tendo muita notoriedade: o austríaco Peter Drucker, os professores de Harvard Michael Porter e Robert Kaplan.

## Administração estratégica
Administração estratégica é o conjunto de opções, diretrizes e valores que seus lideres determinam para a empresa ter um desenvolvimento ao longo prazo. Essas estratégias servem para que você se antecipe com os problemas que podem ocorrer durante o caminho, visa também diminuir o risco do insucesso. Elas são encontradas nas visões e missão de cada empresa. Alguns tipos de estratégia nas empresas é a redução de custos, de inovação, de expansão e internacionalização. Ser estratégico é se preparar para enfrentar e vencer os desafios, enxergar ameaças e oportunidades que ainda não existem. 
As estratégias devem estar alicerçadas na visão a longo prazo da organização, devem ser mapeadas as mudanças necessárias e desenvolvido o caminho para alcançar as mudanças a longo prazo. As mudanças são fundamentais para que possa ser gerado o resultado esperado pelo organização.

## Sistema de informação estratégico
Tipicamente é utilizado um sistema de informação estratégico (SIE) para gerir a informação e assistir no processo de decisão estratégica. Os SIE representam a evolução natural dos sistemas de informação de gestão face às necessidades das empresas em tirar partido da informação recolhida e processada por forma a ganhar vantagem competitiva e quiçá redefinir os objetivos da empresa para reajustá-la às alterações ambientais.
Um sistema de informação estratégico foi definido como "O sistema de informação que suporta ou altera a estratégia da empresa". Sprague definiu três classificações destes sistemas:
1. Sistema competitivo
2. Sistema cooperativo
3. Sistema de operações de mudança na organização

Os conceitos chave na gestão estratégica de empresas são:
- Estabelecer objetivo para melhorar a posição da companhia, em oposição a objetivos genéricos, como o aumento de lucro ou redução de custos.
- Avaliação da performance em termos dos objetivos estabelecidos, e disponibilização da informação a quem toma as decisões estratégicas.
- Avaliação e gestão do "capital intelectual", aptidões e experiência da força de trabalho das companhias.
- Gestão baseada em atividades (ABM, activity based management), que busca avaliar clientes e projetos nos termos de seus custo e benefícios totais à organização, melhor que supor que os projetos mais importantes são aqueles que trazem o rendimento mais elevado.

## Na empresa
A administração estratégica de empresas baseia-se em um estudo onde o objetivo é desenvolver ou utilizar uma ou mais estratégias dentro da companhia, em busca de melhores resultados financeiros, rentabilidades consistentes, resultados organizacionais, operacionais, satisfação dos clientes, e dentre outros fatores. 
O controle estratégico dentro das empresas tem sob responsabilidade os gestores e administradores da mesma, onde são responsáveis por gerir certas áreas da empresa, como por exemplo, os recursos da empresa, controle da cadeia de suprimentos, controle das áreas de vendas, controle do departamento de marketing, controle de P&D (pesquisa e desenvolvimento), controle da produção, dentre outras áreas da companhia. 
Algumas estratégias que as empresas pode adotar/implementar, são: estratégia de preços, estratégias de diferenciação, estratégia de enfoque de mercado, aquisições, internacionalização da empresa, tempo de inovação e reposição do produto, dentre diversas outras estratégias que podem ser implantadas pelas empresas, de acordo com a necessidade de cada uma.

## No serviço público
No mundo globalizado, as organizações constantemente tentam fazer uma medição do seu nível, mediante um mercado ou setor, a fim de obterem comparações de seus indicadores com outras organizações. Este processo é denominado de benchmarking.
Na gestão pública não ocorre diferente. A organização pública faz constantemente a medição de seus indicadores, tais como o produto interno bruto per capita, renda familiar, arrecadação de impostos, desempenho de estudantes, entre outros, de modo a obter um referencial, um nível de performance, reconhecido como padrão de excelência para um processo de negócio específico em relação a outros países.
Um dos desafios dos gestores públicos é encontrar Benchmarks para os principais indicadores ou processos da gestão pública. O advento da globalização trouxe a homogeneização dos centros urbanos, expansões geopolíticas, revolução tecnológica e hibridização entre as culturas.
Os países, considerados de primeiro mundo, passaram a influenciar e ditar os padrões de excelência em todas as áreas: econômica, política, educacional e social.
“Não basta conquistar a sabedoria, é preciso usá-la”, já dizia Cícero. Para diminuir essa linha de comando imposta pelos países de primeiro mundo, a gestão pública pode visionar seu foco num excelente planejamento estratégico.
Para tal, ela pode utilizar a ferramenta de gestão empresarial conhecida como balanced scorecard (BSC). O BSC traduz a missão e a estratégia das organizações num conjunto abrangente de medidas de desempenho que serve de base para um sistema de medição e gestão estratégica.
A proposta do BSC é tornar entendível, para todos os níveis da organização, a visão, a missão e a estratégia, para que todos saibam o que fazer e de que forma suas ações impactam no desempenho organizacional.
Os objetivos desta metodologia vão muito além do que se poderia extrair de um mero conjunto de indicadores. Quando aplicado adequadamente, permite ainda transformações organizacionais no sentido da ação, em especial criar uma visão integral da gestão e da sua situação atual, olhar em frente de forma pró-ativa, alinhar a estrutura organizacional, estabelecer iniciativas priorizadas em direção as estratégicas definidas e ainda influenciar o comportamento da sociedade.
O BSC é uma construção interativa feita pelos gestores da própria organização. As perspectivas do BSC estão todas interligadas, nenhuma pode ser vista de forma independente e a ordem é relevante.
Entretanto, uma análise de conteúdo do que se inclui em cada perspectiva mostra grandes diferenças entre um BSC aplicado a uma empresa ou serviço público: na missão estratégica, na perspectiva financeira, na perspectiva social, na perspectiva dos processos internos e na perspectiva de aprendizagem e crescimento.
Como o BSC nasceu no meio empresarial e tem sido desenvolvido em torno dessa realidade, não se pode aplicar sem as devidas adaptações à realidade do setor público, que tradicionalmente guiado pela imensidão de normais legais, está hoje pressionado pela escassez dos recursos financeiros e colocado perante a necessidade de adotar novos instrumentos de gestão.
De certa forma, o BSC é um modelo interessante capaz de trazer inovação aos serviços públicos. Porém, as organizações públicas estão começando a compreender que os projetos de sucesso exigem mais do que recursos financeiros e ideias dispersas. Quando um projeto falha, perde-se dinheiro, tempo e confiança pública.
Um olhar sobre a inércia dos sistemas de informações atuais dos serviços públicos, sugere que alguns têm funcionado em autogestão e internamente, algumas produzidas também isoladamente ao longo do tempo. Por exemplo, temos a redundância de processos para uma mesma finalidade, sendo processo um conjunto de atividades estruturadas.
Tem-se ouvido constantemente de alguns “arrivistas adeptos da era da modernização” que a área pública carece e necessita urgentemente da implantação de inteligência. Falam em inteligência como se esta fosse um produto acabado, disposto em prateleiras de lojas, à disposição de um ávido administrador bem-intencionado que queira propiciar uma verdadeira reforma no setor público! Eis um desafio, desenvolver um processo de gestão do conhecimento.
Os sintomas de disfunção são visíveis no interior do setor público, ao longo de seu relacionamento e até com a sociedade. A perspectiva de processos do BSC aplicada ao setor público implica uma visão organizada e interativa que afeta ao negócio de todos os serviços públicos fazendo cair à lógica de autogestão, independência funcional destes serviços e a carência de inteligência.
Tal visão leva ainda a inclusão da voz do cidadão no desenho do processo, de modo que o resultado conduza a sua satisfação. Tudo é uma questão de estratégia. De identificar quais as aspirações públicas: aonde queremos chegar e o que pretendemos ser?
Embora não seja um padrão único e universal para a formulação de estratégias, faz-se necessário à criação de um esboço para que se possa prosseguir com a definição do processo estratégico, que viabilize a sociedade.
De forma mais específica é formular, desenvolver, planejar, implantar e controlar o processo estratégico, além de se prevenir dos comportamentos sazonais futuros nas séries temporais, que está liga a macroeconomia (crescimento econômico, taxas de inflação, etc.), às finanças (previsão de evoluções de mercados financeiros, investimentos, etc.), a gestão empresarial (procura de produtos, consumo, etc.), a gestão pública (previsões de trafego em pontos ou estradas, etc.) e as áreas científicas (meteorologia, etc.).
Muitas análises preditivas podem ajudar os administradores na gestão de seus municípios, estados e outros órgãos públicos, nas mais diversas áreas. Estas análises auxiliam na prevenção a eventos futuros, fazendo com que diversas ações possam ser tomadas antes que os eventos ocorram.
Essas análises devem estar presentes no planejamento estratégico. Isso auxiliará a gestão pública nas questões concernentes à arrecadação dos impostos, ao atendimento das demandas sociais em relação à saúde e a educação.
Nota: Jefter Ruthes - Técnico em Gestão Estratégica de Empresas (Grupo J.Ruthes)

## Gestão sustentável
A gestão sustentável é uma capacidade para dirigir o curso de uma empresa, comunidade, ou país, por vias que valorizam, recuperam todas as formas de capital, humano, natural e financeiro de modo a gerar valor aos stakeholders (lucro). A gestão de processos deve ser vista sempre como um processo evolutivo de trabalho e gestão e não somente como um projecto com inicio, meio e fim. Se não for conduzida com esta visão, a tendência de se tornar um modismo dentro da empresa ou do país e logo ser esquecida ao sinal de um primeiro tropeço é grande. Muitos esforços e investimentos têm sido gastos sem o retorno espectável.
Tudo isto leva-nos a questionar o que será necessário, manter o business as usual onde a optimização muita vezes está esgotada ou aderirmos a um business as unusual, isto é, tentar mudar o paradigma de desenvolvimento e para isso será necessário novas atitudes e comportamentos, a “eco eficiência”. É imperativo saber adaptar-se às novas mudanças., aprender a fomentar uma cultura empresarial onde se fundem a lucratividade e se salvaguarda o ambiente e os benefícios sociais. As empresas não podem descurar a Globalização crescente da economia mundial.
Se pensarmos que 10% de tudo o que é extraído do planeta pela indústria (em peso) é que se torna produto útil e que o restante é resíduo, torna-se urgente uma gestão sustentável que nos leve a um consumo sustentável, é urgente minimizar a utilização de recursos naturais e materiais tóxicos. O desenvolvimento sustentável não é ambientalismo nem apenas ambiente, mas sim um processo de equilíbrio entre os objectos económicos, financeiros, ambientais e sociais.
Se pensarmos que os recursos desperdiçados e as constantes perdas de lucros têm tendência a aumentar ao longo dos anos (ex.: Katrina — 80 000 milhões dólares em prejuízos), e que países em desenvolvimento (ex.: o BRIC — Brasil, Rússia, Índia e China) começam a dar sobeja importância ao crescimento ambiental e social, leva-nos a pensar que é urgente também Portugal acordar para esta temática e tomar uma atitude mais firme e real no que concerne à gestão sustentável, quer por parte das entidades governamentais, quer por parte do tecido empresarial. Tendo em conta que o lucro é uma pré-condição para objectivar as outras condições da sustentabilidade, não vejo razão alguma para que Portugal e o seu tecido empresarial não adquiram uma competitividade sustentável.
Apesar de na teoria Portugal já ter uma estratégia para o desenvolvimento sustentável, na prática ainda não se verifica, pois o grande problema do nosso país é “o crescimento anémico da produtividade”, ou seja a reduzida competitividade.
A nova gestão e consequentemente os actuais e futuros gestores/empreendedores portugueses deverão assim adoptar um novo instrumento para criar valor, melhorando a eficiência das empresas — a eco eficiência.
Em suma, a sustentabilidade do planeta somente vai apresentar uma evolução compatível com as necessidades do meio ambiente a partir do momento em que ela se tornar um grande negócio. Ganham todos; ganha o planeta, ganham os consumidores (população), ganham os empresários em geral (economia mundial).
Uma das principais responsabilidades da gestão empresarial é desenvolver e implementar um plano estratégico de crescimento. Esse plano deve ser flexível o suficiente para se ajustar às condições do mercado, mas também focado em metas claras e realistas. Revisões periódicas de performance, com base em métricas sólidas, permitem à empresa identificar áreas de melhoria e ajustar a rota quando necessário.